# Melchior Zösch

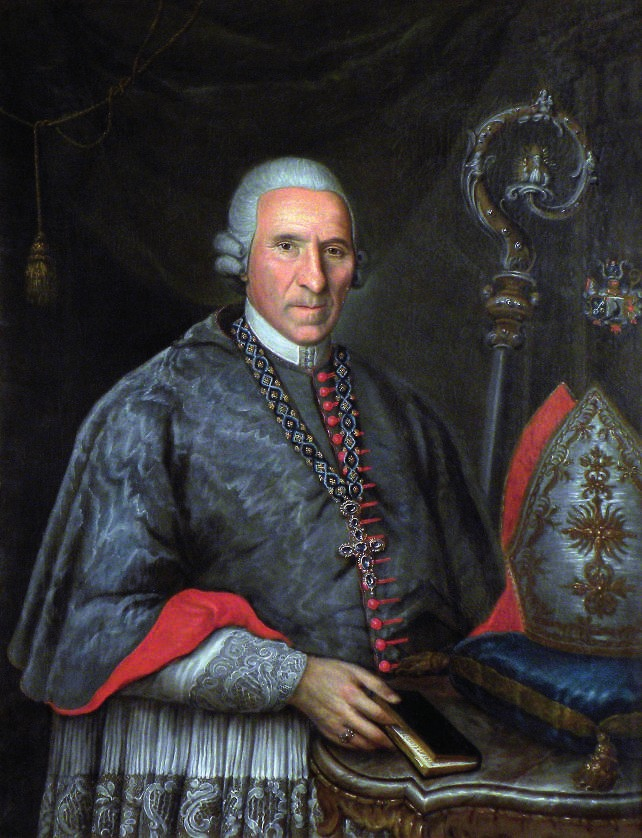
Propst Melchior Zösch

Melchior Zösch CanReg (* 26. Dezember 1725 in Knetzgau; † 23. November 1802 in Triefenstein) war Augustiner-Chorherr und der letzte Propst des Klosters Triefenstein.

## Leben
Melchior Zösch aus Knetzgau in Unterfranken legte am 18. Mai 1749 im Augustiner-Chorherrenstift Triefenstein die Profess ab. 1762 ist er als Kantor nachgewiesen. Am 26. November 1783 wurde er als Dechant im vierten Wahlgang zum Propst gewählt. Seine Bestätigung folgte am 11. März 1784. Fürstbischof Franz Ludwig von Erthal infulierte ihn zugleich mit dem Prälaten Heinrich Göbhardt von Kloster Bronnbach am 14. März 1784 (3. Fastensonntag) in der Hofkapelle. Assistenten waren Abt Benedikt Lurz der Benediktinerabtei Neustadt am Main und Propst Franz Xaver Schreiber von Kloster Heidenfeld.
Propst Zösch ließ die Stiftskirche im frühklassizistischen Stil komplett neu ausstatten. Die Stuckaturen, die Altäre und die Kanzel schuf Materno Bossi (1739–1802). Die Beichtstühle, das Chorgestühl, der Tabernakel und die großen Heiligenfiguren des Hochaltars werden dem Würzburger Hofbildhauer Peter Wagner (1730–1809) zugeschrieben. Der kurtrierische Hofmaler Januarius Zick (1732–1797) vollendete 1786 die Deckengemälde, mit den Darstellungen der Kirchenpatrone Petrus und Paulus. Das Altarbild von Oswald Onghers aus dem Jahre 1694 blieb erhalten. Der Kitzinger Orgelbauer Franz Josef Zettler erbaute in den Jahren 1785 bis 1791 unter Verwendung des alten Pfeifenwerks eine neue Hauptorgel, wobei es jedoch zu einem längeren Streit über die Leistung Zettlers und ihre Fertigstellung kam.
Unter dem Einfall der Franzosen während der Revolutionskriege 1796 und 1800 hatte das Kloster Triefenstein ebenso zu leiden wie alle anderen süddeutschen Klöster. Die Besitzergreifung im Zuge der Säkularisation am 18. Oktober 1802 erlebte Propst Zösch vom Krankenbett aus, daher musste der Stiftsdekan Ambrosius Andres den Konvent zusammenrufen und dem fürstlich-löwensteinschen Aufhebungskommissar die Schlüssel aushändigen. Zösch starb bald darauf, am 23. November 1802 oder kurz davor. Am 24. November 1802 erfolgte der Anschluss der drei Klosterdörfer und der Kanonie an das Fürstentum Löwenstein-Wertheim-Freudenberg.